# Gianfranco Masserdotti
Dom Gianfranco Masserdotti MCCJ , também Dom Franco Masserdotti, (Brescia, 13 de setembro de 1941 - Balsas, 17 de setembro de 2006) foi um clero religioso italiano e o bispo católico de Balsas, Maranhão.

## Vida
Nascido em Brescia, ele cresceu na pequena cidade de Fiumicello. Após os primeiros estudos, ingressou jovem entre os Combonianos, com emissão dos votos temporários em 9 de setembro de 1962 e votos perpétuos em 9 de setembro de 1965. Foi ordenado sacerdote em 26 de março de 1966.
Depois de se formar em Sociologia na Universidade de Trento, partiu para o Brasil como missionário e foi designado para as missões do nordeste do Brasil em 1972, permanecendo lá até 1979. Em particular, prestou seu trabalho na Diocese de Balsas, em primeiro lugar na paróquia depois como vigário-geral.
Em 1979, foi convocado a Roma, como membro da Comissão Preparatória Capitular, tendo em vista a unificação do ramo italiano e do ramo alemão do Instituto dos Missionários Combonianos e do trabalho de revisão das Constituições. De 1979 a 1985, ele também foi Assistente Geral. Em 1986, ele retornou ao Brasil, onde ocupou diversos cargos: professor no seminário comboniano na periferia de São Paulo, superior provincial do Brasil Nordeste e secretário do Conselho Nacional Missionário.
Depois de ser vigário-geral, foi nomeado bispo coadjutor de Balsas em 2 de março de 1996, recebeu a ordenação episcopal numa cerimônia presidida pelo bispo titular, Dom Rino Carlesi MCCJ, com auxílio de Dom Paulo Ponte, arcebispo de São Luís, e Dom Aldo Gerna, MCCJ. Em 15 de abril de 1998, assumiu o comando da Diocese de Balsas após o afastamento de seu antecessor de Dom Rino em razão de sua saúde debilitada.
Dentro da Conferência Nacional dos Bispos do Brasil (CNBB), foi presidente do "conselho Indigenista Missionário" (CIMI) e vice-presidente da "missão da Comissão". Desde 2004, também foi parte da "Missão de Comissão Dimensão do Além-Fronteiras" da Conferência de Bispos Latino-americanos. Contribuiu para a conclusão da Universidade de Balsas e da criação de instalações específicas para viciados em drogas e crianças de rua. Também se esforçou para desenvolver o Seminário Maior da diocese.
Eu seria um daqueles pastores na noite do primeiro Natal após o aparecimento dos anjos, disse a seus companheiros: "Vamos até Belém e vejamos isso que o Senhor deu a conhecer." Vamos para Belém para encontrar em profundidade os valores fundamentais que dão sentido à nossa vida: o gosto do essencial e do gosto de coisas simples, a alegria do diálogo e da solidariedade, o desejo de ser livre para atender a nova escravidão do consumismo, ternura a ajoelhar-se diante de um Deus que se tornou pequeno para estar conosco na árdua jornada de vida. Vamos a Belém para ver a fragilidade de uma criança nascida em uma pobre gruta, o rosto assustado dos oprimidos, a solidão dos infelizes e os marginalizados, a amargura do passado, o sofrimento de não. Partiu sem medo, para fazer, cada um no nosso lugar, as escolhas certas para a vida. Carta de Dom Franco Masserdotti aos amigos no Natal de 2000.

## Morte
Como de costume, Gianfranco Masserdotti realizava diversas atividades físicas. No dia 17 de setembro de 2006 ele estava praticando ciclismo na Rodovia BR 230, tendo como destino o Entrocamento a 35 Km de Balsas. A 12 Km do centro da cidade Dom Franco sofre um acidente automobilístico, no qual Gilson Douglas, pastor da Igreja Adventista do Sétimo Dia de Balsas, era o motorista do carro. Dom Gianfranco faleceu no momento da colisão.
Seu velório e enterro na Catedral de Balsas foi assistido por milhares de pessoas, tendo como pessoas de toda a parte do mundo, especialmente italianos. O Presidente da República Luiz Inácio Lula da Silva estava nos Estados Unidos, mas mesmo assim prestou suas homenagens e enviou um assessor para representá-lo no cerimônia fúnebre. Está sepultado na Catedral do Sagrado Coração de Jesus em Balsas ao lado de seu antecessor e amigo Dom Rino Carlesi.
Todos os anos no dia 17 de setembro, uma multidão de milhares de pessoas saem à meia-noite da Catedral de Balsas e partem em caminhada pela BR 230 até o local do acidente. Dom Franco, assim como seu antecessor foram os bispos mais amados da história da Diocese de Balsas.